# Max Bæhring
Max Bæhring (født 23. december 1939, død 21. oktober 2016) var en dansk fagforeningsformand.
Han blev udlært maskinarbejder i 1959 og var i sit første tillidshverv tillidsmand for de ansatte på Thrige-Titans fabrik i København. I 1976 blev han forbundssekretær i Dansk Metal og derefter sekretær i LO. I 1980 blev han næstformand i CO-Metal (fra 1992 CO-Industri). Fra 1991 til 2003 var han formand for både CO-Industri og Dansk Metal. Fra 1980-2005 var han desuden formand for AOF.